# デスブリンガー
『デスブリンガー』 (DEATH BRINGER) は、1988年12月10日に日本テレネットから発売されたPC-9801用コンピュータRPG。販売ブランドは「RENO」。
ゲーム内容は、主人公を操作して3800年振りに復活した邪悪な神から人間の世界を救出する事を目的としている。
開発は日本テレネットが行い、ゲーム・デザインはMSX用ソフト『エグザイル』（1988年）にてキャラクター・デザインを手掛けた高井政彦が担当し、音楽は小川史生と佐藤天平、キャラクターデザイン・アニメーション指導はアニメーターの越智一裕、パッケージデザインは酉沢安施がそれぞれ担当している。
1989年にはPC-88VA、X68000に移植され、1990年にはPCエンジンCD-ROM2、1992年にはメガCDに移植された。後にWindows用ソフトとしてプロジェクトEGGにて2003年にPC-9801版、2004年にX68000版がボーステックより配信された。
2009年に版権はサンソフトに移っている。

## 概要
日本テレネット創立5周年記念作品として制作された。当時は8ビット機がまだ主流だったが、本作は16ビット機であるPC-9801で開発され、移植もPC-88VA、X68000と16ビット機のみに行われた。
フィールドや町は疑似3D表示による移動で敵やNPCが遠くから見えるなど『ダンジョンマスター』に似ている。一方で、戦闘は2D見下ろし型でタクティカルコンバット風のセミオートバトルが採用されている。
経験値をスキルごとに振り分けられ、自由度の高い成長が可能。

## 移植版
| No. | タイトル                              | 発売日         | 対応機種          | 開発元 | 発売元         | メディア                         | 型式     | 備考 |
| --- | ------------------------------------- | -------------- | ----------------- | ------ | -------------- | -------------------------------- | -------- | --- |
| 1   | デスブリンガー                        | 1989年2月      | PC-88VA           | RENO   | 日本テレネット | 5"2Dフロッピーディスク2枚組      | -        | 必要環境：ジョイスティック対応/FM音源対応/要専用400ラインディスプレイ/CDシングル付                       |
| 2   | デスブリンガー                        | 1989年3月10日  | X68000            | RENO   | 日本テレネット | 5"2Dフロッピーディスク3枚組      | -        | 必要環境：ジョイスティック対応/ADPCM音源対応/FM音源ステレオ対応/要専用400ラインディスプレイ/CDシングル付 |
| 3   | デスブリンガー THE KNIGHT OF DARKNESS | 1990年4月27日  | PCエンジンCD-ROM2 | RENO   | 日本テレネット | CD-ROM                           | TJCD0007 | |
| 4   | デスブリンガー 秘められた紋章         | 1992年4月17日  | メガCD            | RENO   | 日本テレネット | CD-ROM                           | T-49034  | |
| 5   | デスブリンガー                        | 2003年12月26日 | Windows           | RENO   | ボーステック   | ダウンロード （プロジェクトEGG） | -        | PC-9801版の移植                                                                                          |
| 6   | デスブリンガー                        | 2004年3月23日  | Windows           | RENO   | ボーステック   | ダウンロード （プロジェクトEGG） | -        | X68000版の移植 2022年7月26日にWindows 11対応版を再販売                                                   |

PCエンジン版
- 1990年に『デスブリンガー THE KNIGHT OF DARKNESS』というタイトルで「RENO」ブランドから発売された。パソコン版で特徴的だったアニメ風キャラクターから一変して劇画調のキャラクターデザインに変更された。

メガCD版
- 『デスブリンガー 秘められた紋章』というタイトルで1992年 に発売された[8]。ブランドは「RIOT」。メガCD版ではキャラクターデザインはパソコン版と同じ、越智一裕に戻っている。メガCD版ではオートマッピング機能が追加されており、ビジュアルシーンは描き下ろしになっている。また、戦闘は見下ろし型から『ドラゴンクエスト』（1986年）のようなオーソドックスな敵と対面するタイプに変わった。

## スタッフ
- ゲーム・デザイン：高井政彦
- キャラクター・デザイン、アニメーション：越智一裕
- プログラム：羽成正己 (PC-9801)、山本雅康 (X68000)、向井純 (PC-88VA)
- グラフィック・デザイン：菊池栄二、本間弘士、各務仁志、柴山維夏、河野秀一
- 音楽スタッフ：遊音人
- 作・編曲：小川史生、佐藤天平
- マニピュレート：山本雅康
- パッケージ・イラスト：酉沢安施
- アシスト：福島雄二、福島孝、田名網正、楫泰行、赤堀浩、小田桐太郎、須羽いさお、蒲田泰彦、小野洋一、中原順志、清水誠司
- プロモーション：福島和行、福島次郎、渋谷善隆、木下孝実、昆野義明、内堀きよみ、関野真由美、三浦智子

## 評価
PCエンジン版
ゲーム誌『ファミコン通信』の「クロスレビュー」では4・6・6・3の合計19点（満40点） 、『PC Engine FAN』の読者投票による「ゲーム通信簿」での評価は以下の通りとなっており、20.29点（満30点）となっている。また、この得点はPCエンジン全ソフトの中で319位（485本中、1993年時点）となっている。
| 項目 | キャラクタ | 音楽 | 操作性 | 熱中度 | お買得度 | オリジナリティ | 総合  |
| 得点 | 3.44       | 3.56 | 3.36   | 3.36   | 3.29     | 3.29           | 20.29 |

メガCD版
ゲーム誌『ファミコン通信』の「クロスレビュー」では合計18点（満40点）、『メガドライブFAN』の読者投票による「ゲーム通信簿」での評価は14.60点（満30点）となっている。
| 項目 | キャラクタ | 音楽 | 操作性 | 熱中度 | お買得度 | オリジナリティ | 総合  |
| 得点 | 3.20       | 2.73 | 2.06   | 2.18   | 2.02     | 2.41           | 14.60 |